# Цветочный мёд
Цветочный мёд — полифлёрный мёд, продукт пчеловодства, где в составе соединяются нектар и пыльца нескольких цветущих растений.
Сбор такого мёда пчёлами начинается с мая и продолжается до сентября. Основная особенность этого мёда — сбор нектара и пыльцы из десятков видов цветов, которые цветут в местности сбора, поскольку для цветочного мёда не делают специальных высадок медоноса.
Поэтому цвет, как и свойства такого продукта — непредсказуемый и напрямую зависит от состава и цвета нектара, который собирают пчёлы. Для обозначения состава цветочного мёда, как правило, указывают регион сбора: башкирский, горный алтайский и т.д.

## Основные характеристики
Характеристики цветочного мёда зависят от собранного пчёлами нектара. В Украине в мае одновременно цветут яблоня, мята, одуванчики, люцерна, клевер и множество других медоносов. Поэтому вкус мёда и его отличительные ноты вкуса будут зависеть от медоносов. Также, пропорции играют немаловажную роль, поэтому цветочный мед из каждой местности уникален. Несмотря на это, можно выделить общие признаки:
- Низкая калорийность. На 100г цветочного мёда получается около 300 ккал. Монофлерный мёд, в свою очередь, будет иметь до 400 ккал.[2]
- Стойкий терпкий аромат. За счёт большого количества разнотравья, медовый запах практически не чувствуется.
- Светлые оттенки. Полифлерный мёд отличается однородными, светопроницаемыми оттенками золотистого, светло-желтого цвета, реже янтарного.
- Отсутствие пены и замутнений, свидетельствующих о брожении мёда.
- Терпкий, слегка горьковатый вкус с долгим послевкусием, без кислого привкуса.

Процесс кристаллизации цветочного мёда зависит от соотношения в его составе глюкозы и фруктозы. Если в банке преобладает глюкоза — процесс пойдёт быстрее. Если дисбаланс увеличен в сторону фруктозы, то мёд, наоборот, замедлит своё застывание.
Если пасека находилась рядом с насаждениями подсолнухов, такой мёд начнёт процесс кристаллизации уже через пару недель, если же рядом была высадка акации, такой мёд сможет сохраниться в первозданном виде почти год.